# Anders Danielsson (företagsledare)
Anders Malte Danielsson, född 15 augusti 1966, är en svensk civilingenjör och företagsledare.
Danielsson tillträdde som verkställande direktör och koncernchef för Skanska den 1 januari 2018. Dessförinnan var han vice VD med ansvar för Skanskas byggenheter i USA och Skanskas infrastrukturutveckling.
Han anställdes på Skanska 1991 efter examen från Kungliga Tekniska högskolan. År 2008 blev han Sverigechef och kom från år 2013 att ingå i koncernledningen, med ansvar för Norden, Storbritannien och USA. Han har varit VD för Skanska Norge och Skanska Sverige, samt vice VD för Skanska AB.